# Подсвильский сельсовет
Подсвильский сельсовет — административная единица на территории Глубокского района Витебской области Белоруссии.

## История
30 августа 2018 года были упразднены деревня Разъезд Замошье, хутора Грязи, Пуньки. Также была упразднена деревня Еловики.

## Состав
Подсвильский сельсовет включает 35 населённых пунктов:
- Амбросовичи — деревня.
- Бояры — деревня.
- Вороново — деревня.
- Городище — деревня.
- Добрезино — деревня.
- Замошье — деревня.
- Киши — деревня.
- Кубочники — деревня.
- Ледники — деревня.
- Лепляне — деревня.
- Мазнево — деревня.
- Малые Довыдки — деревня.
- Медведево — деревня.
- Михали — деревня.
- Морги — деревня.
- Нестеровичи — деревня.
- Новая Веска — деревня.
- Новики — деревня.
- Огурни — деревня.
- Перевоз — деревня.
- Передолы — деревня.
- Полесье — хутор.
- Преображенка — деревня.
- Свилко-1 — деревня.
- Свилко-2 — деревня.
- Свило-1 — деревня.
- Свило-2 — деревня.
- Селюты — деревня.
- Скребенец — деревня.
- Снорки — деревня.
- Стефаново — деревня.
- Стринадки — деревня.
- Тиновка — деревня.
- Филипповщина — деревня.
- Шараги — деревня.